# Хушеваш
Хушеваш (перс. خوشواش) — село в Ірані, у дегестані Челав, в Центральному бахші, шагрестані Амоль остану Мазендеран. За даними перепису 2006 року, його населення становило 27 осіб, що проживали у складі 7 сімей.

## Клімат
Середня річна температура становить 7,63°C, середня максимальна – 22,35°C, а середня мінімальна – -7,54°C. Середня річна кількість опадів – 248 мм.
| Клімат поселення                              | Клімат поселення | Клімат поселення | Клімат поселення | Клімат поселення | Клімат поселення | Клімат поселення | Клімат поселення | Клімат поселення | Клімат поселення | Клімат поселення | Клімат поселення | Клімат поселення | Клімат поселення |
| Показник                                      | Січ.             | Лют.             | Бер.             | Квіт.            | Трав.            | Черв.            | Лип.             | Серп.            | Вер.             | Жовт.            | Лист.            | Груд.            |                  |
| Середній максимум, °C                         | 0,98             | 1,57             | 4,05             | 10,55            | 15,66            | 19,72            | 22,35            | 22,20            | 18,82            | 13,78            | 8,31             | 3,42             |                  |
| Середня температура, °C                       | −3,29            | −2,68            | −0,22            | 6,30             | 11,40            | 15,46            | 18,31            | 18,15            | 14,77            | 9,73             | 4,27             | −0,62            |                  |
| Середній мінімум, °C                          | −7,54            | −6,94            | −4,48            | 2,01             | 7,12             | 11,20            | 14,28            | 14,12            | 10,73            | 5,69             | 0,23             | −4,67            |                  |
| Норма опадів, мм                              | 24               | 27               | 43               | 35               | 32               | 11               | 8                | 5                | 6                | 18               | 18               | 21               |                  |
| Середньомісячна швидкість вітру, м/с          | 1.46             | 2.24             | 2.58             | 2.50             | 2.01             | 1.72             | 1.66             | 1.50             | 1.44             | 1.61             | 2.00             | 1.57             |                  |
| Середньомісячна сонячна радіація, кДж/м²·день | 9094             | 11715            | 14137            | 17408            | 20894            | 24035            | 23783            | 21898            | 18722            | 14025            | 10539            | 8636             |                  |
| --------------------------------------------- | ---------------- | ---------------- | ---------------- | ---------------- | ---------------- | ---------------- | ---------------- | ---------------- | ---------------- | ---------------- | ---------------- | ---------------- | ---------------- |
| Джерело:                                      |                  |                  |                  |                  |                  |                  |                  |                  |                  |                  |                  |                  |                  |